# Titus Bramble
Titus Malachi Bramble (n. 31 iulie 1981, Ipswich, Anglia, Regatul Unit) este un fotbalist care joacă pentru clubul englez Sunderland pe postul de fundaș.

## Cariera de fotbalist

### Ipswich Town
Născut în Ipswich, Suffolk, Bramble și-a început cariera la clubul din orașul său natal, Ipswich Town. La primul său sezon, 1998-1999, Bramble a jucat în 48 de partide, după care a fost împrumutat la clubul Colchester United. A marcat 4 goluri pentru Ipswich, contra echipelor Sunderland, Milwall și Coventry în Cupa Ligii iar cel de-al patrulea gol l-a marcat contra echipei Torpedo Moscova în Cupa UEFA.

### Newcastle United
Bramble a fost transferat în iulie 2002 la Newcastle United pentru suma de 6 milioane de lire sterline, promițându-i antrenorului de pe atunci, Sir Bobby Robson că va fi un jucător indispensabil pentru echipa sa. La finalul sezonului 2003-04 fanii l-au votat pe Bramble ca cel mai slab jucător al sezonului. Unul dintre suporteri a scris: "Tehnica sa excelentă și corpul său puternic sunt pe deplin umbrite de incapacitatea sa de a gândi înainte de a face ceva pe teren, astfel inevitabil faza se transformă ori într-un tackcling murdar ori într-un autogol."